# Darla Hood
Darla Jean Hood (Leedey, 8 novembre 1931 – Los Angeles, 13 giugno 1979) è stata un'attrice statunitense, nota per essere stata come attrice bambina dal 1935 al 1941 una dei protagonisti della serie Simpatiche canaglie.

## Biografia

### Prima delle canaglie
Darla nacque nel 1931, da James Hood (impiegato in banca), ed Elizabeth Denver (insegnante di musica), che la introdusse nella musica in tenera età, dandole lezione a Oklahoma City.

### L'inizio
A 3 anni fu portata a New York, e fu notata da Joe Rivkin, componente degli studios di Hal Roach. Dopo un provino Darla fu assunta ed entrò a far parte stabilmente nel cast della serie.

### La permanenza nelleSimpatiche canaglie
La bambina esordì nella serie in un cortometraggio del 1935, Our Gang's Follies of 1936. Interpretò il ruolo di una ragazzina carina e dolce, che attirava le attenzioni di Alfa-Alfa, ricambiando il suo affetto la maggior parte delle volte, ma facendolo ingelosire frequentando anche Waldo e Butch. Darla fu la ragazzina che apparve di più nella serie ed è, perciò, il personaggio femminile più ricordato. Nel 1936 partecipò anche a La ragazza di Boemia, lungometraggio di Stanlio e Ollio. Nel 1941, dopo essere cresciuta abbastanza, Darla smise di recitare nella serie dopo l'ultimo corto dell'anno, lasciando il suo ruolo a Janet Burston.

### Età adulta
Darla fece in seguito apparizioni in qualche film.

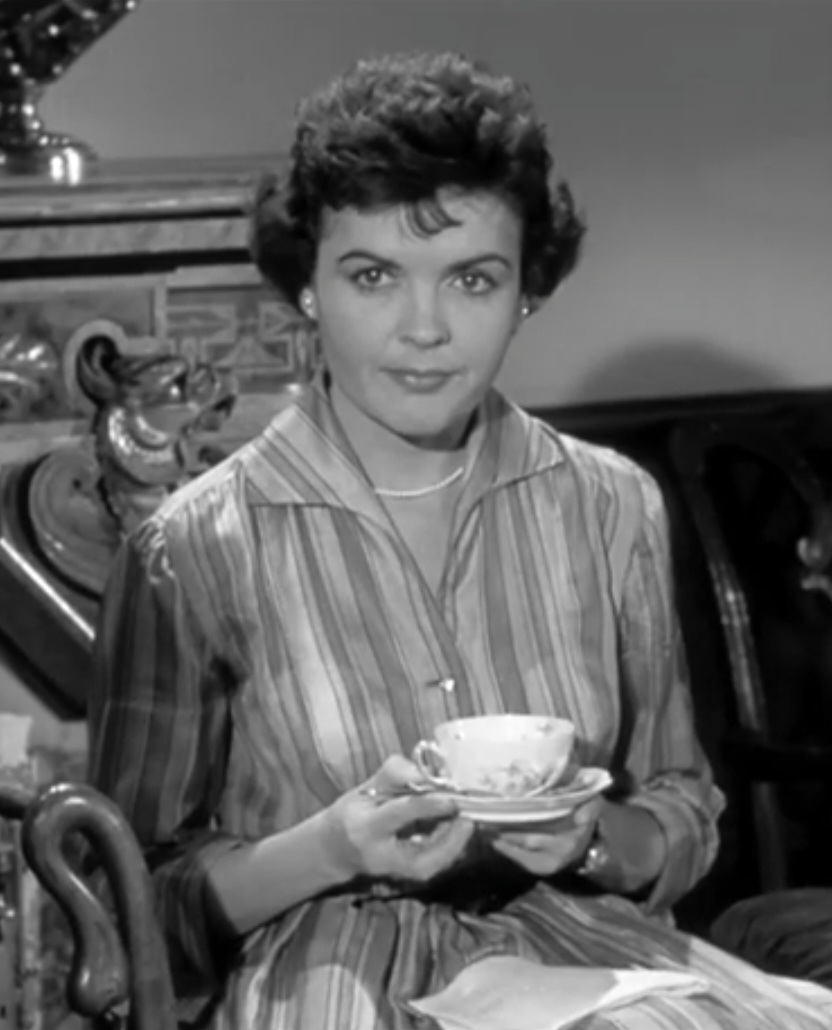
Darla Hood in una scena del film Il mostro che uccide (1959)

### La morte prematura
Nel 1979 stava organizzando una riunione per i suoi vecchi colleghi delle Simpatiche Canaglie, ma in seguito dovette subire un'operazione di appendicectomia al Canoga Park Hospital di Canoga Park, in California. Morì improvvisamente poco tempo dopo, a causa di un infarto, il 13 giugno 1979, all'età di 47 anni.
L'autopsia rivelò che aveva contratto un'epatite acuta a seguito di una trasfusione di sangue. La notizia sconfortò i vecchi compagni: Billie Thomas, che morirà l'anno seguente, disse di lei: «È uno shock. Era una persona molto bella ed una donna stupenda». Fu sepolta nell'Hollywood Forever Cemetery.

## Vita privata
Si sposò con Robert Decker nel 1949, divorziando dopo 8 anni di matrimonio. Si sposò una seconda volta con Jose Granson, ed ebbe tre figli; non fu un matrimonio facile, perché Jose, dopo un ictus, dovette spostarsi su una sedia a rotelle.

## Curiosità
- Darla Hood è menzionata nella canzone Purple Stain dei Red Hot Chili Peppers.
- Il suo nome ha ispirato la band di rock alternativo Darlahood.

## Filmografia parziale

### Cinema
- Simpatiche canaglie – serie di cortometraggi, 54 episodi (1935-1941)
- La ragazza di Boemia, regia di James W. Horne, Charley Rogers (1936)
- Arbor Day, regia di Fred Newmeyer (1936)
- Bored of Education, regia di Gordon Douglas (1936)
- The Ken Murray Show (1950-1951)
- Calypso Heat Wave (1957)

### Televisione
- Screen Directors Playhouse – serie TV, episodio 1x21 (1956)

## Riconoscimenti
- Young Hollywood Hall of Fame (1930's)